# Zeinab Badawi
Zeinab Badawi (24 novembre 1959) è una giornalista sudanese con cittadinanza britannica.

## Biografia
È stata la prima presentatrice della ITV Morning News (in seguito conosciuta come ITV News alle 5:30), e ha co-presentato Channel 4 News con Jon Snow dal 1989 al 1998, prima di unirsi alla BBC News. Badawi è stata la presentatrice di World News Today in onda sia su BBC Four e BBC World News, e Reporters, una recap settimanale dei documentari della BBC.